# Luke Brooks

a Compétitions nationales et continentales officielles uniquement.

Luke Brooks, né le 21 décembre 1994 à Sydney (Australie), est un joueur de rugby à XIII australien au poste de demi de mêlée dans les années 2010. Il fait ses débuts en National Rugby League en 2013 avec les Wests Tigers avec lesquels il devient rapidement titulaire à partir de 2014. En 2018, malgré un non qualification en phase finale de NRL, il termine troisième derrière Roger Tuivasa-Sheck et Kalyn Ponga au Dally M Medal désignant le meilleur joueur du championnat.

## Palmarès
- Individuel:
  - Élu meilleur demi de mêlée de la National Rugby League : 2018 (Wests Tigers).
  - Élu meilleur débutant de la National Rugby League : 2014 (Wests Tigers).

## Détails

### En club
| Saison | Club         | Compétition           | Matchs | Points | Essais | Buts | Drop |
| ------ | ------------ | --------------------- | ------ | ------ | ------ | ---- | ---- |
| 2013   | Wests Tigers | National Rugby League | 1      | 4      | 1      | 0    | 0    |
| 2014   | Wests Tigers | National Rugby League | 21     | 25     | 6      | 0    | 1    |
| 2015   | Wests Tigers | National Rugby League | 23     | 40     | 10     | 0    | 0    |
| 2016   | Wests Tigers | National Rugby League | 21     | 20     | 5      | 0    | 0    |
| 2017   | Wests Tigers | National Rugby League | 17     | 17     | 4      | 0    | 1    |
| 2018   | Wests Tigers | National Rugby League | 24     | 22     | 5      | 0    | 4    |
| Total  | Total        | Total                 | 107    | 128    | 31     | 0    | 4    |